# قدمگاه خضرنبی
قدمگاه خضرنبی مربوط به سدهٔ ۸ ه.ق است و در شوشتر، سمت راست ورودی جاده مسجد سلیمان به شوشتر واقع شده و این اثر در تاریخ ۱۷ اسفند ۱۳۸۱ با شمارهٔ ثبت ۷۹۳۱ به‌عنوان یکی از آثار ملی ایران به ثبت رسیده است.